# Catephia
Catephia là một chi bướm đêm thuộc họ Erebidae.

## Các loài
- Catephia alchymista Denis & Schiffermüller, 1775
- Catephia compsotrephes Turner, 1932
- Catephia gravipes Walker, 1858
- Catephia linteola Guenée, 1852
- Catephia sthenistica Hampson, 1926

## Hình ảnh

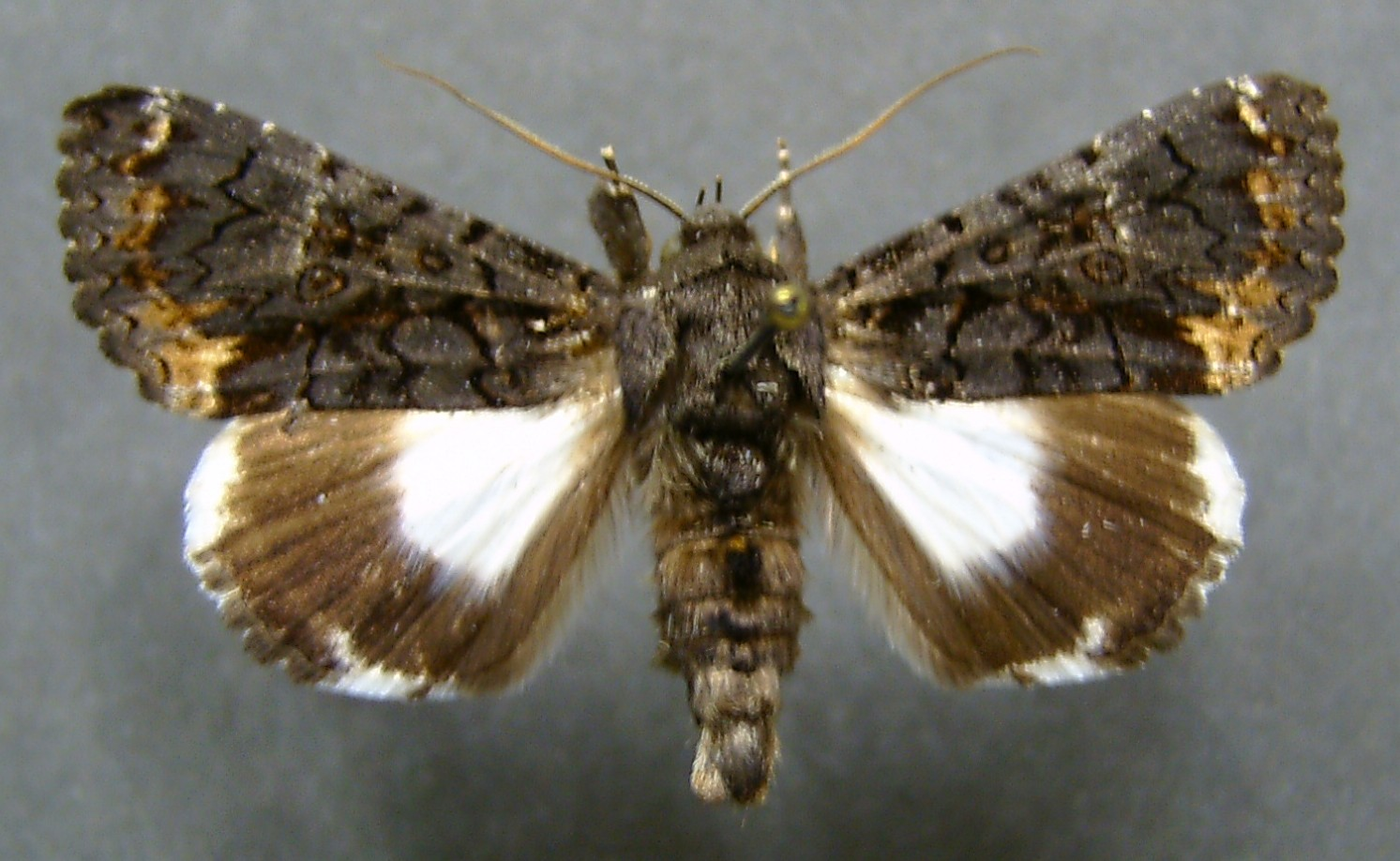